# Steinkiste von Balblair
Die Steinkiste von Balblair wurde 1990 im North Balblair Wood bei Beauly in Inverness-shire in Schottland  bei Steinbrucharbeiten unter einem Hügel entdeckt.
Die Steinkiste bestand aus einer großen zerbrochenen Deckenplatte aus Beauly-Sandstein und sieben seitlichen Steinplatten. Die vier Seitenplatten der Nordseite waren mit einer Steinpackung gestützt. Sie wurden in eine größere Baugrube gesetzt. Die vermutlich sekundär verwandte 15 cm starke Seitenplatte auf der Südseite war Teil einer einst größeren Platte und mit einer beschädigten völlig ungewöhnlichen Dekoration und zwei einfachen Schälchen versehen. Bodenproben im sauren Boden der Kistenfüllung erbrachten erhöhte Phosphat- und ph-Werte, was von einem verwesten Körpers verursacht sein könnte.
Die geringe Größe der Kiste mit Innenmaßen von 60 × 45 cm deutet auf das Begräbnis eines Kindes, dem zwei frühe Glockenbecher, einer von normaler Größe und ein kleinerer (Höhe 8,4 cm) mitgegeben wurden. Die Becher waren vom späten nördlichen Typ (N3). Die Rettungsgrabung erbrachte in der Nähe keine weiteren Funde.
In der Nähe liegt die Steinkiste von Craigscorry.